# قيادة عمليات الحلفاء
قالب:NATO commandsقالب:NATO commands
قيادة عمليات الحلفاء ( ACO ) هي واحدة من الأمرين الاستراتيجيين لمنظمة حلف شمال الأطلسي (الناتو)، والأخرى هي تحويل قيادة الحلفاء (ACT). المقر الرئيسي وقائد ACO هو المقر الأعلى للقوى المتحالفة في أوروبا (SHAPE) والقائد الأعلى للحلفاء في أوروبا (SACEUR) ، على التوالي.

## التركيب
قالب:Allied Command Operations
Liaison:          Provides advice and support to the NAC
يوجد تحت قيادة ACO ثلاثة مقار عملياتية مشتركة للقوة والعديد من أوامر الخدمة الفردية:
- قيادة قوات الحلفاء المشتركة برونسوم (JFCBS)، هولندا
- قيادة قوات الحلفاء المشتركة نابولي (JFCNP)، إيطاليا
- قيادة قوات الحلفاء المشتركة نورفولك (JFC-NF)، الولايات المتحدة

القيادات الفردية
- قيادة الحلفاء الجوية (AIRCOM) في رامشتاين، ألمانيا
- قيادة الحلفاء البرية (LANDCOM) في أزمير، تركيا
- قيادة الحلفاء البحرية (MARCOM) في نورثوود، المملكة المتحدة

قيادات أخرى:
- الضربات البحرية ودعم قوات الناتو (الملقب. إضراب القوة الناتو، STRIKFORNATO) في Oeiras ، البرتغال
- قيادة الناتو لنظم الاتصالات والمعلومات (NCISG) في مونس، بلجيكا

## روابط خارجية
- الموقع الرسمي